# 농업과학도서관
농업과학도서관은 농촌진흥청 소속의 농업전문 국립도서관이다. 휴관일은 토요일, 일요일 및 공휴일이며 전라북도 전주시 완산구 농생명로 300 에 위치하고 있다.

## 연혁
- 1906년 총무과 서무에서 자료실 운영
- 1907년 2층 벽돌 독립건물 신축 이전(36평)
- 1955년 6·25동란으로 도서관건물이 파괴되어 임시건물로 이전
- 1957년 농사원 직제 개편. 농사시험장 기획과에서 도서실 운영
- 1962년 농촌진흥청 직제 개편. 시험국 연구조정과 문헌관리계에서 도서실 운영(도서관 전담직원 3명 - 사서직2, 기능직1)
- 1968년 도서관건물 1층 신축 완공(150평). 도서관 운영이 문헌관리계에서 도서계 분리 이전(도서관 전담직원 5명 - 사무관1, 사서직2, 기능직2)
- 1970년 3층 콘크리트건물 신축 완공(850평). 도서관 운영전담과 및 연구문헌과 신설
- 1973년 연구문헌과에서 연구조성과로 개편
- 1994년 연구조성과에서 연구협력과로 개편
- 1998년 연구협력과에서 농업통계분석담당관실로 업무 이관 후 도서관 운영규정 개정
- 1999년 농업통계분석담당관실에서 기술정보화담당관실로 개편
- 2005년 현 농업과학도서관 신축 이전 - 면적(총 4층) 3,497m²
- 2008년 기술정보화담당관실에서 기술정보과로 개편. 기술정보과에서 지식정보담당관실로 개편.

## 장서 현황

### 소장자료
| 계(권)  | 농업전반 | 사회과학 | 기술과학 | 자연과학 | 기타   |
| ------- | -------- | -------- | -------- | -------- | ------ |
| 284,567 | 169,299  | 34,380   | 2,794    | 50,400   | 27,694 |

### 정기간행물
| 구분                                  | 구독종수        |
| ------------------------------------- | --------------- |
| 해외학술정보 / 전자저널 및 Print 저널 | 7,031 (62) 여종 |
| 중국(CNKI) 및 공산권 학술정보         | 606(53) 여종    |
| 일본학술정보(Print 저널)              | 90 여종         |
| 국내전자학술정보(저널)                | 3,263 여종      |
| 국내외 학술정보(e-book)               | 1,796 여종      |

### Web DB 및 CD ROM DB 현황
| Web DB                        |
| ----------------------------- |
| (ISI) Web of knowledge        |
| - Web of Science              |
| Journal Citation Reports      |
| Biosis Previews               |
| Community of Scholars Service |
| Food Science Source           |
| Focust                        |

## 이용규정
- 총칙

제1조(목적)
이 규정은 농촌진흥청 농업과학도서관(이하 “도서관”이라 한다)의 운영 및 자료관리에 필요한 사항을 규정함을 목적으로 한다.
제2조(적용범위)
농촌진흥청 소속기관이 도서실을 운영하는 경우에도 이 규정을 준용한다.
제3조(정의)
이 규정에서 사용하는 용어의 정의는 다음과 같다.
1. “도서관자료” 라 함은 「도서관법」에서 정한 정의규정을 준용한다.(이하 “자료”라 한다)
2. “전산화 문헌정보”라 함은 도서관에서 관리하는 광디스크,테이프,디스켓 름 등 전산화된 기록 매체를 말한다.
3. “농촌진흥공무원”이라 함은 농촌진흥청과 소속기관,각도 농업기술원 및 시,군 농업기술센터에 소속된 공무원을 말한다.
- 업무 및 운영

제4조(주요업무)
도서관은 다음 각 호의 업무를 수행한다.
1. 자료의 수집, 정리, 분석 및 보존
2. 자료의 열람, 대출 및 정보서비스 제공
3. 국내ㆍ외 문헌정보 교류 및 유관기관과의 협력 사업
4. 학술정보 자료의 유통과 관리 및 정보망을 통한 운영
5. 발간간행물 유통, 번호관리 및 특수자료실 운영
6. 한국농업고서 국역 사업 및 농업사 관련 업무
제5조(도서관 운영)
①도서관은 기획조정관 소속으로 하며 도서관의 장(이하 “도서관장”)은 사서사무관으로 한다.
②도서관장은 지식정보화담당관의 명을 받아 도서관업무를 총괄하고 도서관의 업무를 효율적으로 수행하기 위하여 사서직 등 전문인력을 업무에 따라 배치하여 운영한다.
제6조(운영위원회 구성)
①기획조정관은 도서관 운영 및 도서관 자료의 효율적 구성을 위하여 도서관운영위원회(이하 “위원회”)를 구성하여 운영할 수 있다.
②위원회는 위원장, 위원 및 간사로 구성한다.
③위원장은 기획조정관으로 하고 위원은 지식정보화담당관을 포함하여 7인 이내로 구성하며 간사는 도서관장으로 한다.
④위원회 구성 및 운영에 관하여 필요한 사항은 따로 지침으로 정할 수 있다.
- 자료의 수집

제7조(수집방법)
자료는 구입,기증,교환,본청과 소속기관의 납본, 자체생산 및 통신망을 이용하여 수집한다.
제8조(자료의 납본)
①농촌진흥청에 접수되는 도서,간행물과 농촌진흥공무원이 국내외 여행 및 출장지에서 수집한 자료 중 농촌진흥사업에 참고가 되는 자료는 도서관에 제출하여야 한다.
②농촌진흥청과 소속기관 및 도농업기술원에서는 농촌진흥사업과 관련한 자료를 발간할 시에는 자료를 발간하기 위하여 컴퓨터 문서작성기로 작성한 텍스트문서를 자료발간 즉시 전산매체로 1부 제작하여 도서관에 송부하여야 하며 발간된 간행물도 2부 이상 영구보존을 위하여 도서관에 납본하여야 한다.
제9조(구입희망도서의 신청)
농촌진흥공무원이 직무와 관련하여 구입을 원하는 도서가 있는 경우에는 그 도서의 저자명, 서명, 출판년도, 출판사, 가격 등을 기재하여 도서관에 구입을 신청할 수 있으며, 신청된 도서는 예산의 범위 내에서 도서구입계획에 포함하여 구입한다.
- 자료의 관리

제10조(자료의 정리)
①수집된 도서는 정리하여 도서접수대장에 등재한 후에 열람․대출할 수 있으며 원부는 파일 형태로 문헌정보서버에 보관하거나 따로 관리한다.
②전산화 문헌정보는 도서류에 준하여 등재하고 필요시 문헌정보서버에 수록할 수 있으며 통신망 이용정보는 문헌정보서버에 연결하여 관리한다.
제11조(자료의 보수)
보존할 가치가 있거나 중요하다고 인정되는 자료에 대하여는 보수 등 필요한 조치를 하여야 한다.
제12조(자료의 폐기,제적 등)
자료의 효율적 이용을 위하여 이용가치가 없게 되거나 오손된 자료는 관계법령 등에 준하여 폐기 또는 제적할 수 있다.
제13조(희귀자료의 보존 및 보관)
희귀자료는 보관의 안전성과 이용자의 편의를 위하여 복제 또는 전산화 하여 보관할 수 있다.
- 도서관 및 자료의 이용

제14조 (도서관 이용시간)
도서관의 이용시간은 국가공무원 복무규정 제2장의 근무시간에 준하되 필요에 따라 연장 또는 단축할 수 있다.
제15조(자료의 열람 및 대출)
①자료열람자는 농촌진흥공무원과 기타 신원확인이 가능한 자로서 도서관이용카드를 발급받은 자로 한다.
②자료대출 대상자는 농촌진흥공무원과 필요에 따라 도서관장이 인정하는 자로 한다.
제16조(자료의 이용절차,방법)
①자료의 열람은 자료의 수에 제한이 없으며 도서관내에서만 열람하여야 한다.
②자료의 1회 대출한도는 10권 이하로써 대출기간은 14일 이내로 하며 1회에 한하여 7일까지 연장할 수 있다.
③전산화문헌정보이용은 이용자가 직접 검색하는 것을 원칙으로 하되 필요시 도서관장 에게 검색을 요청할 수 있다. 단, 검색에 소요되는 경비가 과다할 경우에는 예산사정에 따라 검색건수를 제한할 수 있다.
④자료의 복사는 직접복사 하거나 도서관장에게 복사를 의뢰할 수 있으며 농촌진흥공무원 이외의 이용자는 복사용지를 지참하여야 한다. 이 경우 도서의 전체복사는 금지하는 것을 원칙으로 하고 예산사정에 따라 복사매수를 제한할 수 있다.
제17조(자료의 대출제한)
신문,관보,회보, 사전,연감,통계자료, 사업보고서, 희귀도서, 학술잡지는 특별한 사유가 없는 한 대출할 수 없다.
제18조(자료 관리책임자의 임무)
소속기관 도서실을 관장하는 부서의 장은 농업지식정보를 이용자에게 효율적으로 제공하기 위하여 필요한 시책을 강구하여야 하며 관련부서의 장은 이에 협조하여야 한다.
- 자료의 반납 및 변상

제19조(대출자료의 반납)
대출자료는 반납기한이 도래하기 전이라도 도서관의 사정에 따라 반납을 요구할 수 있으며 다음 각호의 어느 하나에 해당하는 경우에는 지체없이 반납하여야 한다.
1. 전출,파견,휴직,퇴직 등으로 신분 또는 근무지가 변동될 때
2. 1월이상 병가, 휴가, 교육, 출장 등으로 현직에서 근무를 하지 못할 때
제20조(손,망실자료의 처리)
①자료를 훼손하거나 분실한 이용자는 원본과 같은 자료로 대체하여야 한다.
② 제1항의 대체가 불가능할 때에는 원본의 시중가격에 상당하는 금액을 현금으로 변상하여야 한다. 단, 국내에서 구입이 어려운 자료일 경우에는 이를 구입하는데 필요한 경비를 포함할 수 있다.
③ 변상의무자가 변상하지 않으면 자료이용을 제한할 수 있다.
④ 제19조의 대출자가 반납하지 않는 경우에도 제3항을 준용한다.
- 자료의 상호대차 및 교류

제21조(자료의 상호대차)
농촌진흥공무원이 소속기관 및 도농업기술원의 자료를 이용하고자 할 때에는 그 기관에 소속된 공무원이 아닐지라도 신분 확인 후 이 규정을 적용하여 자료를 상호 대차하여야 한다.
제22조(자료의 교류)
①소속기관 및 각도 농업기술원은 농업문헌 종합데이터 베이스 구축에 필요한 MARC 데이터를 매년도말 기준으로 화일 형태로 익년도 1월말까지 도서관에 제출하여야 한다.
②도서관장은 제출받은 자료를 데이터베이스화하여 문헌정보전산망을 통하여 신속히 제공하여야 한다.
- 발간자료 번호관리 및 유통

제23조(간행물 발간등록)
농촌진흥청과 소속기관에서 간행물을 발간하고자하는 때에는 도서관에 발간번호를 신청하여 간행물발간등록번호를 부여 받아 「공공기관의 기록물관리에 관한 법률」제16조에 따라 발간등록번호를 표기하여 발간하여야 한다.
제24조(국제표준도서번호)
농촌진흥청과 소속기관에서 국내,외 유통을 위하여 도서를 발간하고자 할 때는 ISBN(International Standard Book Number)를 도서관에 신청하여 부여 받은 후 표기하여 발간하여야 한다.
제25조(국제정기간행물번호)
농촌진흥청 및 소속기관에서 농촌진흥사업 관련 정기간행물을 발간할 때에는 ISSN(International Standard Serial Number)를 도서관에 신청하여야 하며 배정받은 ISSN은 반드시 9포인트 이상의 활자 또는 ISSN 코드로 매권․호마다 표기하여 발간하여야 한다.
제26조(발간자료유통)
①도서관은 농촌진흥청 및 소속기관에서 발간한 자료를 디지털화 하여 공개하는 것을 원칙으로 하며 공개시에는 불법유통이나 저작물관리를 위하여 보안시스템을 적용하여 활용할 수 있도록 하여야 한다.
②도서관은 농촌진흥청 발간간행물의 이용 활성화를 위하여 발행부서와 협의를 거쳐 자료의 유통이나 판매방안 등을 수립하여 농업지식정보의 폭넓은 활용에 필요한 적절한 조치를 취하여야 하며 이를 지침으로 시행할 수 있다.
- 기타

제1조(시행일)
이 훈령은 공포한 날부터 시행한다.
제2조(경과조치)
이 훈령 시행당시 종전의 「농업과학기술정보화운영규정」제8장(농업과학도서관 운영규정)에 따른 행위는 이 훈령에 따른 것으로 본다.
제3조(다른 훈령의 개정)
「농업과학기술정보화운영규정(훈령 제662호)」일부를 다음과 같이 개정한다.
제1조 중 “통계분석 지원과 농촌진흥청 농업과학도서관(이하 “도서관”이라 한다) 및 소속기관 도서실 자료의 수집,관리 및 이용 등에 관한”을 “통계분석 지원 등에 관한”으로 한다.
제2조제1항 중 “통계분석 지원, 농업과학도서 자료수집,관리,이용에 관하여”를 “통계분석 지원에 관하여”로 하고, 동조 제2항을 삭제한다.
제3조 중 제1항과 제2항을 삭제한다.
제27조 내지 제43조를 삭제한다.
- 부 칙 <2008. 10. 8>

이 훈령은 공포한 날부터 시행한다.

## 같이 보기
- 농촌진흥청
- 국립중앙도서관
- 국회도서관
- 법원도서관